# رودريغو ساليناس (لاعب كرة قدم)
رودريغو ساليناس (بالإسبانية: Rodrigo Salinas Dorantes) (9 مايو 1988 في المكسيك - ) هو لاعب كرة قدم مكسيكي في مركز الوسط. لعب مع نادي أطلس ونادي باتشوكا ونادي بويبلا ونادي تيخوانا ونادي موريليا الرياضي.

## وصلات خارجية
- رودريغو ساليناس على موقع قاعدة بيانات كرة القدم.إي يو (الإنجليزية)
- رودريغو ساليناس على موقع Soccerbase.com (لاعب) (الإنجليزية)
- رودريغو ساليناس على موقع Soccerway.com (الإنجليزية)
- رودريغو ساليناس على موقع AS.com (الإسبانية)